# Курильские проливы
Кури́льские проли́вы — проливы между (либо рядом с) отдельными Курильскими островами, соединяющие Охотское море с Тихим океаном, либо отделяющие в архипелаге более западные острова от восточных. Общее количество 28 — без учёта безымянных и микротопонимичных (например, входов в бухты, либо отделяющих основные острова от мелких островов-спутников).
Большей частью представляют собой затопленные седловины между вулканическими конусами.
В составе Большой Курильской гряды могут быть выделены главная и западная зоны. Острова западной зоны (Алаид, Ширинки, Маканруши, скалы Авось, Экарма, Чиринкотан и Броутона) отделены от главной зоны полуденно (по линии север-юг, т.е. меридионально или долготно) простирающимися проливами: Алаид, Лужина, Евреинова, Экарма, а меридиональный пролив между Броутона и субархипелагом Чёрные Братья по состоянию на начало XXI века не носит никакого названия, хотя и упоминается в официальных документах, содержащих навигационные описания. Внутри западной зоны безымянен меридиональный пролив между островами Чиринкотан и Экарма.
Также меридионально (долготно) простирается Южно-Курильский пролив между югом Большой Курильской гряды и Малой Курильской грядой. 
Остальные проливы простираются широтно (по линии запад-восток).
При малой протяженности ширина проливов колеблется от 1,8 км у Второго Курильского пролива до 74 км у пролива Крузенштерна. Преобладают глубины до 500 м, но в проливах Буссоль и Крузенштерна они достигают 2225 и 1764 метров соответственно, а глубина Второго Курильского пролива — 10 м.
В курильских проливах наблюдаются сильные приливные течения (скорость 2—12 км/ч).

## Список курильских проливов

### В Большой Курильской гряде
- Первый Курильский пролив — между Курилами и Камчаткой
- Второй Курильский пролив
  - Пролив Левашова — в мористом прибрежье Парамушира (между Парамуширом и островами-спутниками Птичьи)
- Алаид (пролив) — между главной и западной зоной
- Пролив Лужина (Третий Курильский) — между главной и западной зоной
- Четвёртый Курильский пролив
- Пролив Евреинова — между главной и западной зоной
- Пролив Креницына
- Пролив Севергина
- Экарма (пролив) — между главной и западной зоной
- Пролив Крузенштерна
- Пролив Головнина
- Пролив Надежды
- Пролив Среднего
- Пролив Рикорда
- Пролив Дианы
  - Проход Игнатовича[5] — вход в бухту Броутона между полуостровами Западная Клешня и Восточная Клешня на о.Симушир
- Буссоль (пролив)
- Пролив Сноу (Быстрый)
- Уруп (пролив)
- Пролив Фриза
- Пролив Екатерины
- Кунаширский пролив — между Курильскими и Японскими островами
- Пролив Измены — между Курильскими и Японскими островами

### Между Малой и Большой Курильскими грядами
- Южно-Курильский пролив

### В Малой Курильской гряде
- Пролив Шпанберга
- Пролив Полонского
- Пролив Воейкова
- Пролив Танфильева
- Советский пролив — между Курильскими и Японскими островами

## Судоходство
Наиболее оживлённое движение судов — на подходах к проливам Екатерины, Фриза, Уруп, Буссоль, к Четвёртому Курильскому проливу и к безымянному проливу между островами Чёрные Братья и островом Броутона. 

## См.также
- Курильская островная дуга